# Alex Iafallo
Alexander "Alex" Iafallo, född 21 december 1993, är en amerikansk professionell ishockeyforward som spelar för Los Angeles Kings i National Hockey League (NHL). Han har tidigare spelat för Minnesota Duluth Bulldogs i National Collegiate Athletic Association (NCAA) och Fargo Force i United States Hockey League (USHL).
Iafallo blev aldrig NHL-draftad.

## Statistik
| 2010–2011   | Buffalo Regals            | T1EHL       | 39  | 15 | 21 | 36  | 27 | —  | — | —  | —  | — |
| 2011–2012   | Fargo Force               | USHL        | 58  | 17 | 15 | 32  | 8  | 6  | 2 | 2  | 4  | 2 |
| 2012–2013   | Fargo Force               | USHL        | 50  | 20 | 23 | 43  | 15 | 13 | 6 | 10 | 16 | 4 |
| 2013–2014   | Minnesota Duluth Bulldogs | NCAA        | 36  | 11 | 11 | 22  | 10 | —  | — | —  | —  | — |
| 2014–2015   | Minnesota Duluth Bulldogs | NCAA        | 34  | 8  | 17 | 25  | 12 | —  | — | —  | —  | — |
| 2015–2016   | Minnesota Duluth Bulldogs | NCAA        | 40  | 8  | 15 | 23  | 8  | —  | — | —  | —  | — |
| 2016–2017   | Minnesota Duluth Bulldogs | NCAA        | 42  | 21 | 30 | 51  | 22 | —  | — | —  | —  | — |
| 2017–2018   | Los Angeles Kings         | NHL         | 75  | 9  | 16 | 25  | 12 | 3  | 1 | 0  | 1  | 0 |
| 2018–2019   | Los Angeles Kings         | NHL         | 82  | 15 | 18 | 33  | 22 | —  | — | —  | —  | — |
| 2019–2020   | Los Angeles Kings         | NHL         | 70  | 17 | 26 | 43  | 14 | —  | — | —  | —  | — |
| 2020–2021   | Los Angeles Kings         | NHL         | 46  | 11 | 15 | 26  | 2  | —  | — | —  | —  | — |
| NHL totalt  | NHL totalt                | NHL totalt  | 273 | 52 | 75 | 127 | 50 | 3  | 1 | 0  | 1  | 0 |
| NCAA totalt | NCAA totalt               | NCAA totalt | 152 | 48 | 73 | 121 | 52 | —  | — | —  | —  | — |
| OHL totalt  | OHL totalt                | OHL totalt  | 108 | 37 | 38 | 75  | 23 | 19 | 8 | 12 | 20 | 6 |